# Haemulon schrankii
Haemulon schrankii är en fiskart som beskrevs av Agassiz, 1831. Haemulon schrankii ingår i släktet Haemulon och familjen Haemulidae. Inga underarter finns listade i Catalogue of Life.